# James Rolph
James Rolph Jr. (* 23. August 1869 in San Francisco, Kalifornien; † 2. Juni 1934 in Santa Clara, Kalifornien) war ein US-amerikanischer Politiker. Er amtierte als 27. Gouverneur von Kalifornien sowie als Bürgermeister von San Francisco.

## Leben

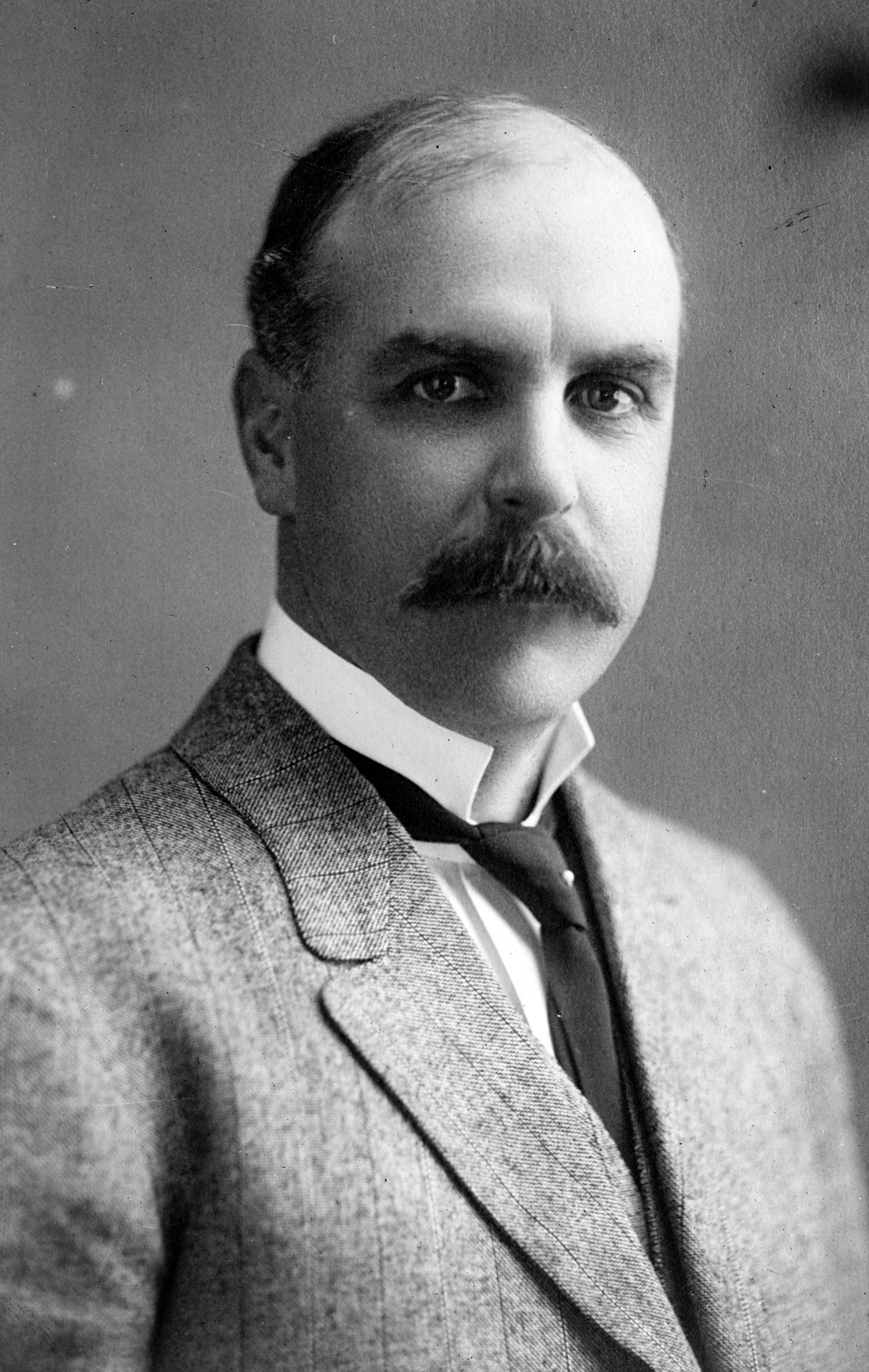
James Rolph

James Rolph wuchs in San Francisco auf und besuchte dort auch die Schule. Im Jahr 1900 war er zusammen mit einem Partner namens George Hind im Versandhandel tätig. Er schaffte einen schnellen gesellschaftlichen Aufstieg und wurde Präsident zweier Banken. 1911 wurde er zum Bürgermeister von San Francisco gewählt, was er bis 1930 blieb. Dies ist bis heute die längste Amtszeit in der Geschichte der Bürgermeister dieser Stadt. Er galt als sehr charismatischer Bürgermeister. Schon 1915 präsentierte er sich selbst in einem Dokumentarfilm. Er ging als Sunny Jim in die Geschichte seiner Stadt ein. Neben seinen Aufgaben als Bürgermeister war er unter anderem auch noch Direktor der Handelskammer und Vizepräsident der Panama-Pacific International Exposition, der Weltausstellung des Jahres 1915 in San Francisco. Sein Aufstieg setzte sich 1930 fort als die Republikanische Partei ihn für das Amt des Gouverneurs nominierte, nachdem Amtsinhaber C. C. Young in Ungnade gefallen war.
James Rolph wurde gewählt und trat am 6. Januar 1931 sein Amt als 27. Gouverneur von Kalifornien an. Überschattet wurde seine gesamte Amtszeit von der Weltwirtschaftskrise, die auch Kalifornien nicht verschonte. Negative Schlagzeilen machte der Gouverneur, als er öffentlich Lynchjustiz verteidigte. In San José hatte ein Mob geständige Mörder gelyncht. Der Gouverneur versprach den Tätern sofortige Begnadigung im Falle einer Verurteilung. Das brachte ihm den Spitznamen Governor Lynch ein. Im Mai 1934  traten Hafenarbeiter in San Francisco in den Ausstand und lösten eine innenpolitische Krise aus. Rolph erlebte das Ende seiner Amtszeit nicht mehr. Er starb am 2. Juni 1934, nachdem er bereits zuvor mehrere Herzanfälle erlitten hatte. Damit war er nach Washington Bartlett der zweite kalifornische Gouverneur, der im Amt verstarb. Seine Nachfolge trat Vizegouverneur Frank Merriam an.
Sein Bruder Thomas (1885–1956) war Kongressabgeordneter aus Kalifornien.